# 枋
枋，横架在柱头上连贯两柱的横木，称为枋。也可作枋树、泛指木棒等意。

## 解释
中國傳統建築的枋以其位置之不同分为四种：
1. 在檐柱上的称为额枋。
2. 在金柱上的称为老檐枋。
3. 在五架梁上的称为上金枋。
4. 在脊瓜柱上的称为脊枋。

古代樹木，木質硬，可製車。許慎·說文解字：「枋，木。可作車。」。明·徐光啟·農政全書：「蠶架，閣蠶盤筐具也。以細枋四莖豎之，高可八九尺；上下以竹通作橫桄十層。」

## 用法
(1) 枋树。木名。
枋，枋木也。可作车，从木，方声。——《 说文》
我决起而飞，枪榆枋。——《庄子·逍遥游》
又如:枋榆(枋树与榆树)
(2) 筑堤堰用的大木桩。
后背洪枋巨堰，深渠高堤者也。——《水经注》
(3) 泛指木棒。
突然，他抓起一根短短的木枋，站起来，走到柜台边。——谭秀牧《失去的黑金刚》
(4) 两柱之间起联系作用的方柱形木材。